# Weißenstein (Pommersfelden)

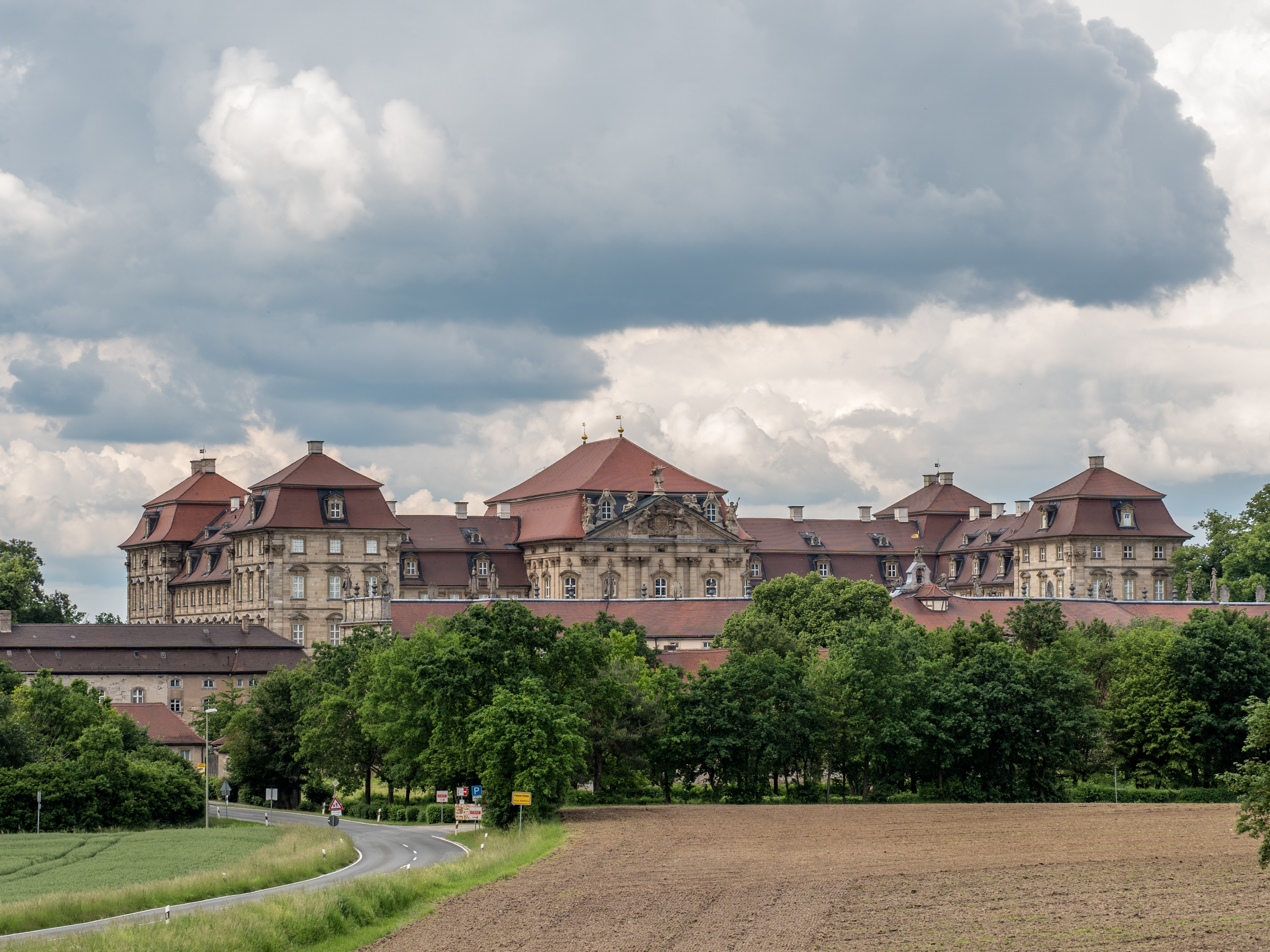
Pohled na zámecký areál od jihu

Pohled na zámeckou budovu přes hlavní dvůr, směrem od stájí

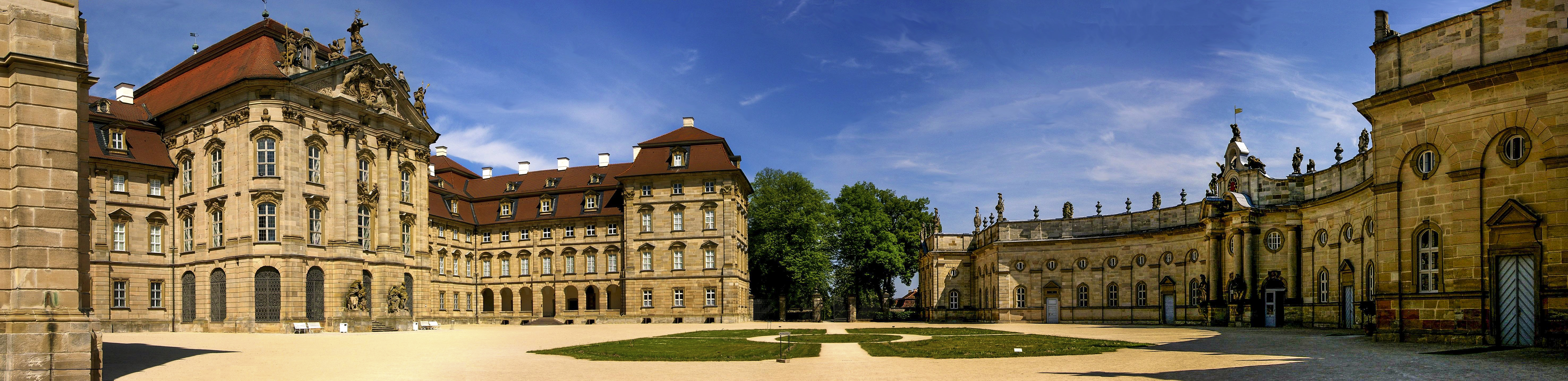
Pohled do zámeckého dvora. V levé části zámek, v pravé část velké stáje

Zámek Weißenstein (v neněmeckých textech psáno též Weissenstein) leží v obci Pommersfelden asi 20 km jižně od města Bamberg ve spolkové zemi Bavorsko. Nechal si ho postavit Lothar Franz von Schönborn v letech 1711 až 1718 jako své letní sídlo. Zámek se stavěl podle plánů Johanna Dientzenhofera za přispění Johanna Lucase von Hildebrandta.

## Historie
Zámek představuje významný krok ve vývoji německé pozdně barokní palácové architektury. Vybudoval ho pro sebe Lothar Franz von Schönborn (1655 – 1729), kníže-biskup z Bambergu a arcibiskup a kurfiřt z Mohuče. Zámek byl stavěn jako čistě soukromá letní rezidence a proto byl financován pouze ze soukromých zdrojů stavebníka. Protože však Lothar Franz jakožto kurfiřt a tudíž volitel císaře úspěšně podporoval zvolení císaře Karla VI., ten mu jako vyjádření vděčnosti daroval 150 000 guldenů. Tato částka pokryla větší část všech nákladů.
Stavebník patřil k velkým osobnostem barokní doby a měl, stejně jako celé jeho početné příbuzenstvo, velkou vášeň pro stavění. Jeho velký zámek však nelze chápat čistě jako luxus v dnešním smyslu slova, tvořil spíše přirozenou a nezbytou součást barokního životního stylu. Lothar Franz byl navíc sám amatérský architekt, a proto se velmi zajímal i o stavbu svého zámku. Dbal především o to, aby stavba měla francouzskou commodité, pohodlí, komfort, praktické uspořádání.
Za architekta si zvolil známého Johanna Dientzenhofera. Jako konzultanty pak pozval slavného francouzského architekta Germain Boffranda, a prostřednictvím svého synovce ve Vídni, Friedricha Karla, získal pomoc i od rakouského architekta Johanna Lucase von Hildebrandta. Poslední architekt, který se podílel na stavbě, je Maximilian von Welsch, dvorní architekt z Mainz. Welsch v Pommersfeldenu postavil v letech 1718 – 1719 velké stáje uzavírající zámecký komplex.

## Architektura

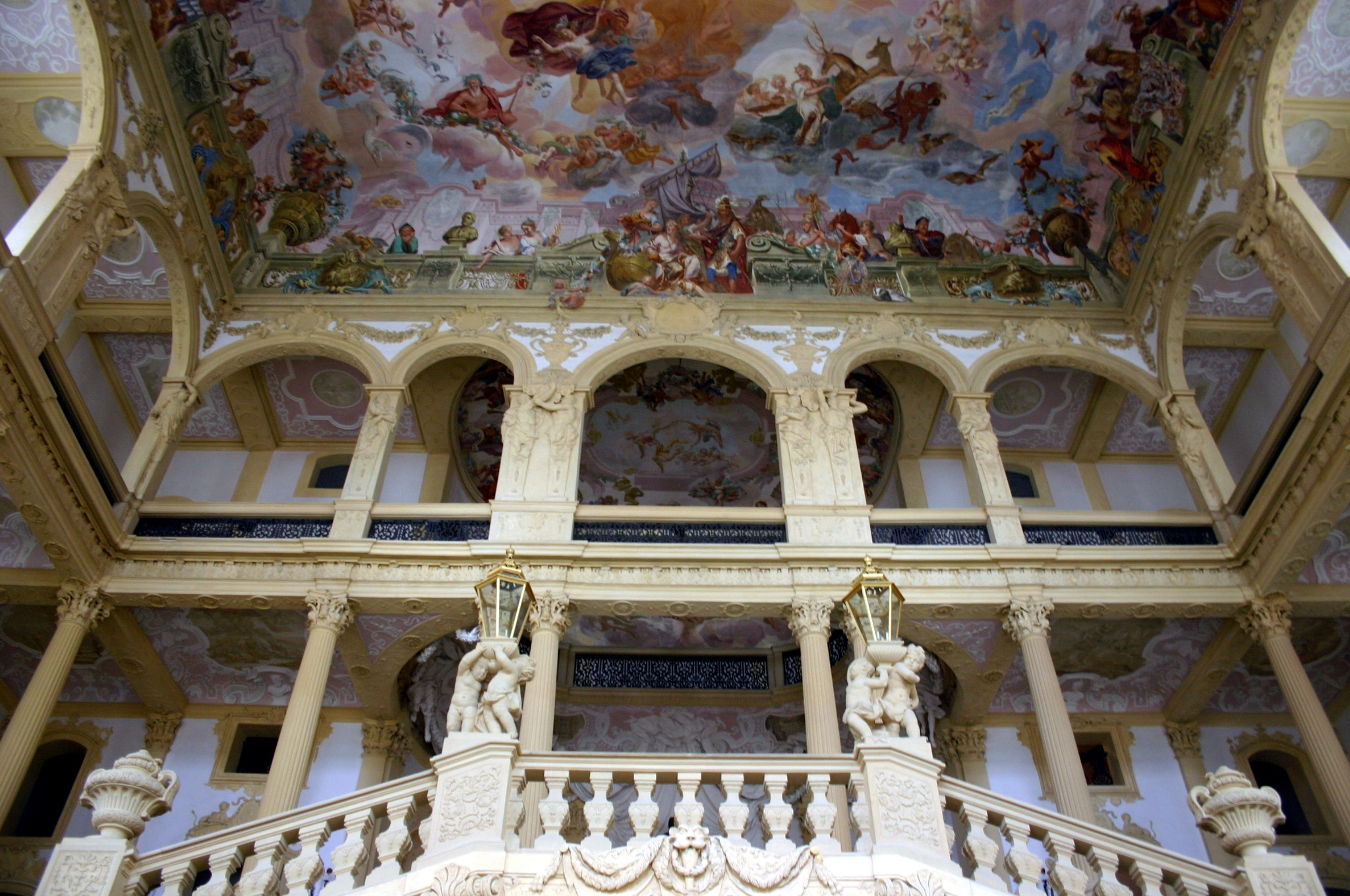
Hlavní zámecké schodiště

Zámecký areál se rozkládá na velkém obdélníku, který dělí dvě na sebe kolmé osy. První osa dělí areál na část, kde stojí samotný zámek a část se stájemi a hospodářskými budovami. Druhá osa tvoří osu budov. Podél ní se na obě strany rozkládají všechny přísně symetrické budovy. Samotný zámek se skládá ze tří křídel ve tvaru velkého „U“ a tvoří tak velký cour d`honneur, čestný dvůr. Ten lemují výrazné nárožní pavilony. Nejvýraznější částí je však ústřední pavilon vystupující hluboko do čestného dvora. Tato centrální část obsahuje kromě saly terreny a hlavního zámeckého sálu především rozlehlé schodiště, díky němuž se především zámek stal slavný. Nápad postavit nezvykle velké a monumentální schodiště pochází pravděpodobně od samotného Lothara Franze. Podoba schodiště však svědčí o profesionálním architektovi. Původní návrh Johanna Dientzenhofera podrobil J. L. Hildebrant kritice a přepracoval ho. Je tudíž hlavním autorem této části. Vznikl velký, tři patra vysoký halový prostor s dvojramenným schodištěm. Celý prostor pak obklopují dvě patra světlých galerií. Celé schodiště nesloužilo primárně komunikaci (schody vedou jen z přízemí do prvního, hlavního patra), ale representaci, barokním ceremoniálům a slavnostnímu vítání návštěv. Schodiště zakončuje velká klenba, na níž je vymalována freska (z let 1718 – 1719) s iluzivní architekturou a symbolickým pohledem do nebe s antickými bohy a bohyněmi. Uprostřed se nachází Apollón ve voze taženým čtyřmi bílými koňmi symbolicky osvětlující personifikace čtyř kontinentů, jež se nacházejí na jednotlivých stranách klenby (Evropa, Asie, Amerika a Afrika). Autorem nástropní malby je Johann Rudolf Byss. Ostatní zámecké prostory a sály, jakož i celý exteriér jsou dílem Johanna Dientzenhofera. Ten propůjčil zámeckému exteriéru monumentální výraz s korintskými sloupy a pilastry vysokého řádu. Všechny zámecké budovy jsou postavené z místního velmi světlého pískovce, který přispěl k názvu Weissenstein. Zámek představuje význačný počin v civilní architektuře počátku 18. století v Německu. Poučení z něho čerpal například i Balthasar Neumann při stavbě biskupské residence ve Würzburgu.

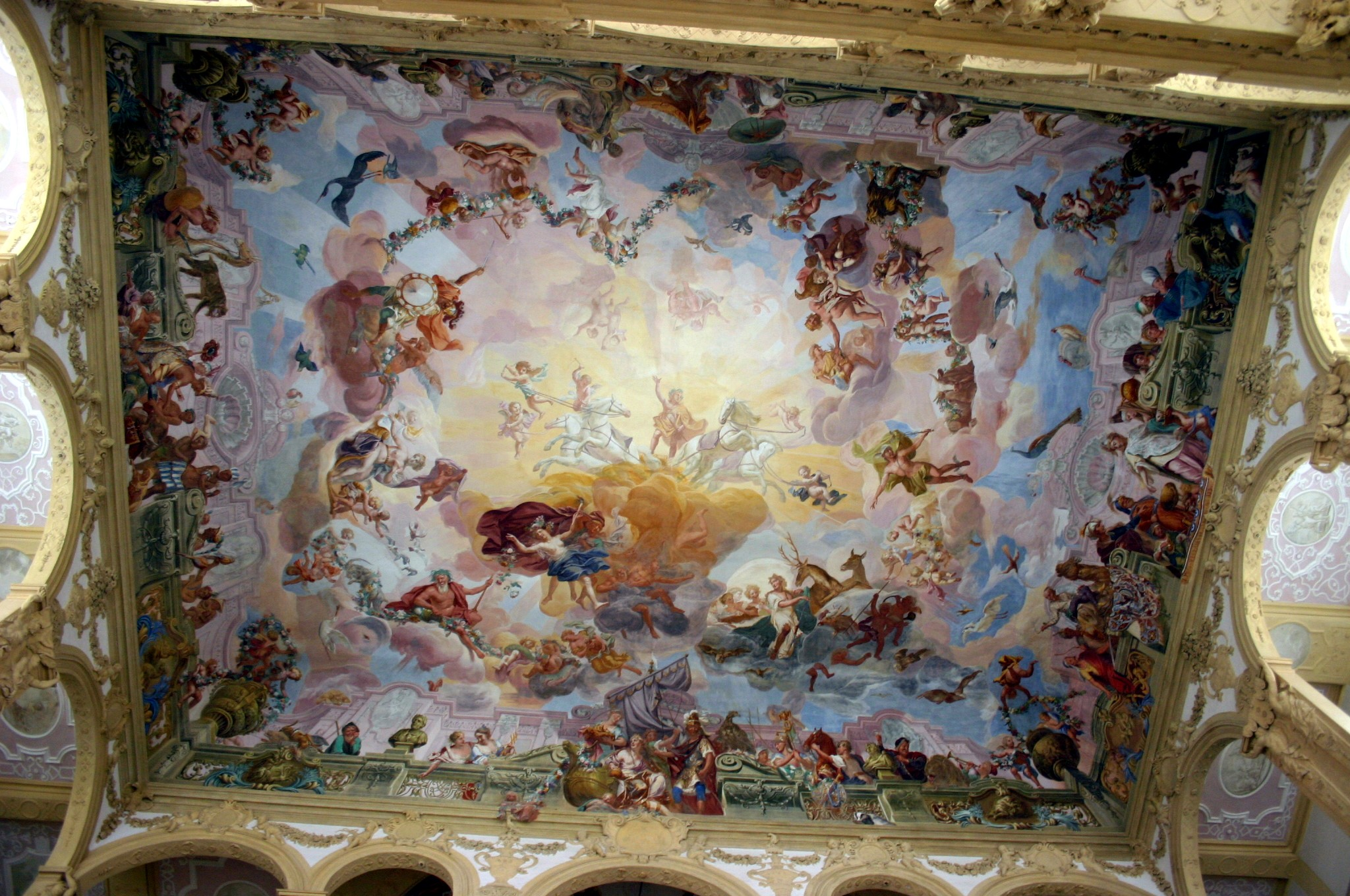
Pohled na fresku hlavního schodiště

Zámek Weissenstein je dodnes v majetku rodiny Schönbornů. Je však přístupný také veřejnosti. Při prohlídce je možné navštívit hlavní schodiště, salu terrenu, hlavní sál (mramorový), několik galerií a soukromé komnaty Lothara Franze, především jeho ložnici, kabinet, pracovnu, přijímací pokoj a jídelnu. Lothar Franz byl nejen milovníkem architektury, ale také umění. V jeho době čítala sbírka obrazů na 2000 položek. Dodnes je na zámku kolem 600 obrazů, z nichž mnohé jsou mistrovské kusy. Ve sbírkách lze například nalézt umělce jako: van Dyck, Rubens, Brueghel, Giordano, Tizian, Artemisia Gentileschi, Dürer a mnoho dalších. V malé galerii visí také dva obrazy od Petra Brandla: personifikace zraku a sluchu. V ložnici zámeckého pána visí nad krbem obraz Svatého Františka (svatého patrona Lothara Franze) od Jana Kupeckého. Interiéry zdobí také několik bust samotného majitele.
K zámku přiléhal též francouzský park. Ten byl od roku 1786 postupně přetvořen v anglický krajinný park. Také ten je zpřístupněn veřejnosti.